# قوه يوي
قوه يوي (بالصينية: 郭跃) (من مواليد 17 يوليو 1988) هو لاعب كرة الطاولة من الصين.
شاركت في دورة الألعاب الآسيوية 2006 في الدوحة بقطر.

## روابط خارجية
- قوه يوي على موقع منظمة تنس الطاولة العالمي (الإنجليزية)
- قوه يوي على موقع أوليمبيديا (الإنجليزية)